# Български запад
„Български запад“ е български вестник, излизал от 21 март 1942 до 7 август 1944 година в Пирот по време на Българското управление във Вардарска Македония и Поморавието. Подзаглавието му е Ратува за цялостното културно, стопанско и народностно издигане на Българския запад.
Издател и редактор на вестника е Каран Дончев. Печата се в печатница Рахвира, София. Излиза един път в седмицата. От брой 13 към подзаглавието се прибавя Вестник за Пиротска, Царибродска, Трънска, Босилеградска и Бабушничка околия.